# Manoir de la Charme
Le manoir de la Charme est un manoir situé à Montrevel-en-Bresse, en France.

## Localisation
Le manoir est situé dans le département français de l'Ain, sur la commune de Montrevel-en-Bresse.

## Historique
L'édifice est inscrit au titre des monuments historiques en 1987.